# آنی کاتسورا رولینز
آنی کاتسورا رولینز (انگلیسی: Annie Katsura Rollins؛ زادهٔ) عروسک‌گردان که همچنین برندهٔ جوایزی همچون برنامه فولبرایت شده‌است.

## تحصیلات
او از دانش‌آموختگان دانشکده هنرهای زیبای دانشگاه کارنگی ملون و دانش‌آموختگان دانشگاه کونکوردیا است.